# کیرشووربیس
کیرشووربیس (به آلمانی: Kirchworbis) یک شهر در آلمان است که در آیشسفلد واقع شده‌است. کیرشووربیس ۱٬۴۵۸ نفر جمعیت دارد.